# Ways to Live Forever
Ways to Live Forever (estrenada a Espanya com a Vivir para siempre) és una pel·lícula de drama del 2010 del director Gustavo Ron basat en la premiada  novel·la del mateix nom escrita per Sally Nicholls. La pel·lícula és protagonitzada per Robbie Kay, Alex Etel, Ben Chaplin, Emilia Fox i Greta Scacchi. Està produïda per Life&Soul Productions, El Capitan Pictures i Formato Producciones. Fou distribuïda per Karma a Espanya, World Wide Motion Pictures Corporation a Amèrica del Nord i InTandem a la resta del món.

## Repartiment
- Robbie Kay - Sam McQueen
- Alex Etel - Felix
- Ben Chaplin - Daniel McQueen
- Emilia Fox - Amanda McQueen
- Eloise Barnes - Ella McQueen
- Phyllida Law - Abuela
- Greta Scacchi - Sra. Willis
- Natalia Tena - Annie
- Ella Purnell - Kaleigh

## Producció
Ways to Live Forever fou filmada en un estudi i en una localització als voltants de Newcastle upon Tyne: Eldon Square, Tynemouth, North Shields, Cullercoats i Whitley Bay.

## Premis
Medalles del Cercle d'Escriptors Cinematogràfics
| Categoria           | Candidats   | Resultat  |
| ------------------- | ----------- | --------- |
| Millor guió adaptat | Gustavo Ron | Guanyador |